# Forcipomyia squamitibialis
Forcipomyia squamitibialis är en tvåvingeart som beskrevs av Tokunaga 1959. Forcipomyia squamitibialis ingår i släktet Forcipomyia och familjen svidknott. Inga underarter finns listade i Catalogue of Life.